# Национальный театр имени Сервантеса
Национальный театр имени Сервантеса (исп. Teatro Nacional Cervantes) — национальный театр в Буэнос-Айресе, Аргентина. Основан испанскими актёрами Марией Герреро и её мужем Фернандо Диасом де Мендоса, здание было построено в 1921 году.. В 1926 году, в связи с неожиданными финансовыми проблемами, владельцы выставили его на аукцион. Помощник директора Национальной консерватории Энрике Гарсиа Веллосо предложил президенту Марсело Торкуато де Альвеару (чья жена, Регина Пачини, была оперной певицей и заядлой покровительницей искусств), создать национальный театр имени Сервантеса. Таким образом театр стал собственностью Аргентинской республики. Театр также вместил Национальный театр комедии в 1933 году. Репертуар национального театра имени Сервантеса составляют пьесы испанских и аргентинских драматургов. В театре проходили спектакли по произведениям испанских драматургов: Лопе де Веги, Кальдерона, Тирсо де Молины, Вентуры де ла Вега. В 1995 году он был объявлен Национальным историческим памятником по закону № 24,570.

## Пожар и восстановление

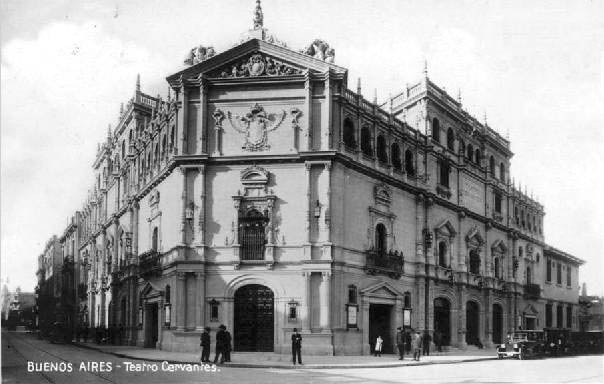
Первоначальный вид театра

В субботу 10 августа 1961 года, в Театре Сервантеса произошел пожар, который уничтожил большую здания. Государство взяло на себя восстановление и реконструкцию здания. Это новое здание было спроектировано компанией «Mario Roberto Álvarez y Asociados» и имеет три подвала, цокольный этаж и три этажа. Новое здание получило сцену с большей площадью, мастерские, тренировочные залы и склады. Театр был открыт снова в 1968 году.

## Декорации и комнаты

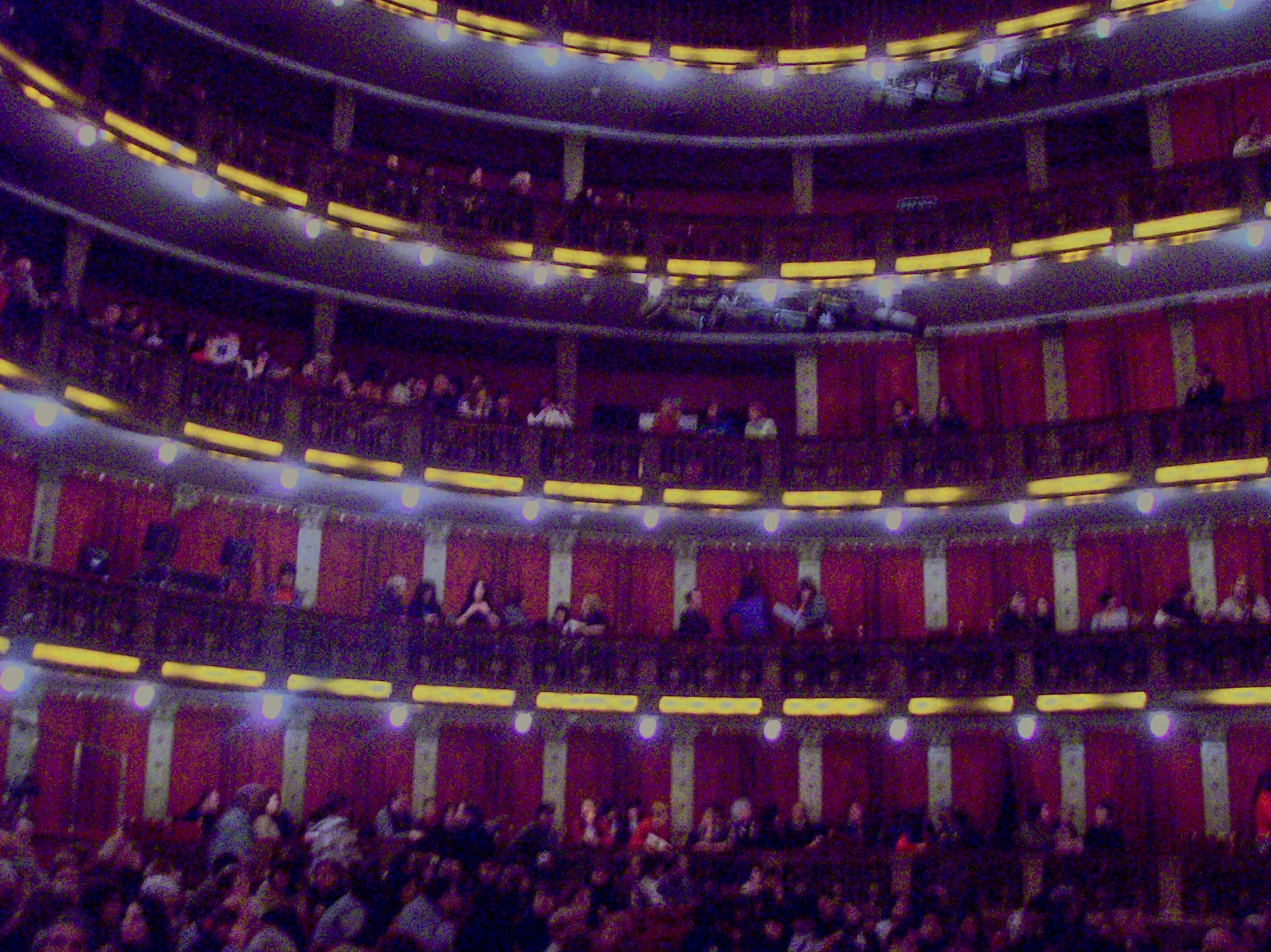
Балконы и галереи

Главная сцена театра составляет 16 × 28,5 метра и имеет центральную вращающуюеся часть диаметром 12 метров, пол которой состоит из деревянных досок, что позволяет сгладить неровности. Перед сценой установлена площадка 12 × 2,7 метра, что позволяет вывести артистов ближе к зрителям, либо установить яму с оркестром.
Архитектурный стиль залов, является чисто испанским стилем архитектуры эпохи Габсбургов с преобладанием элементов платереско, хотя и с довольно большим влиянием стиля геррарион. Фасады здания воспроизводят театральную школу «Colegio Mayor de San Ildefonso» в Алькала-де-Энарес. Архитекторами были Фернандо Аранда Ариас и Эмилио Репетто. Главный зал назван в честь актрисы Марии Герреро.
В театре три зала для театральных и других художественных выступлений. Главный зал - «Мария Герреро» с общей вместимостью 860 зрителей, в котором основной зал рассчитан на 348 человек, на балконах и галереях ещё 512 человек. Зал «Орестес Кавиглиа», рассчитан на 150 человек. Структура зала делает его подходящим для камерных концертов и различных шоу. Наконец, в зале «Луиса Вехил» нет ни сцены, ни кресел, что позволяет адаптировать его в соответствии с потребностями. Он был создан под вдохновлением садом «María Luisa Palacio de Oriente» в Мадриде и известен как Золотой Зал, так как все его украшения отделаны позолотой. При театре открыт музей, в котором хранятся афиши, костюмы, фотографии.

## Галерея

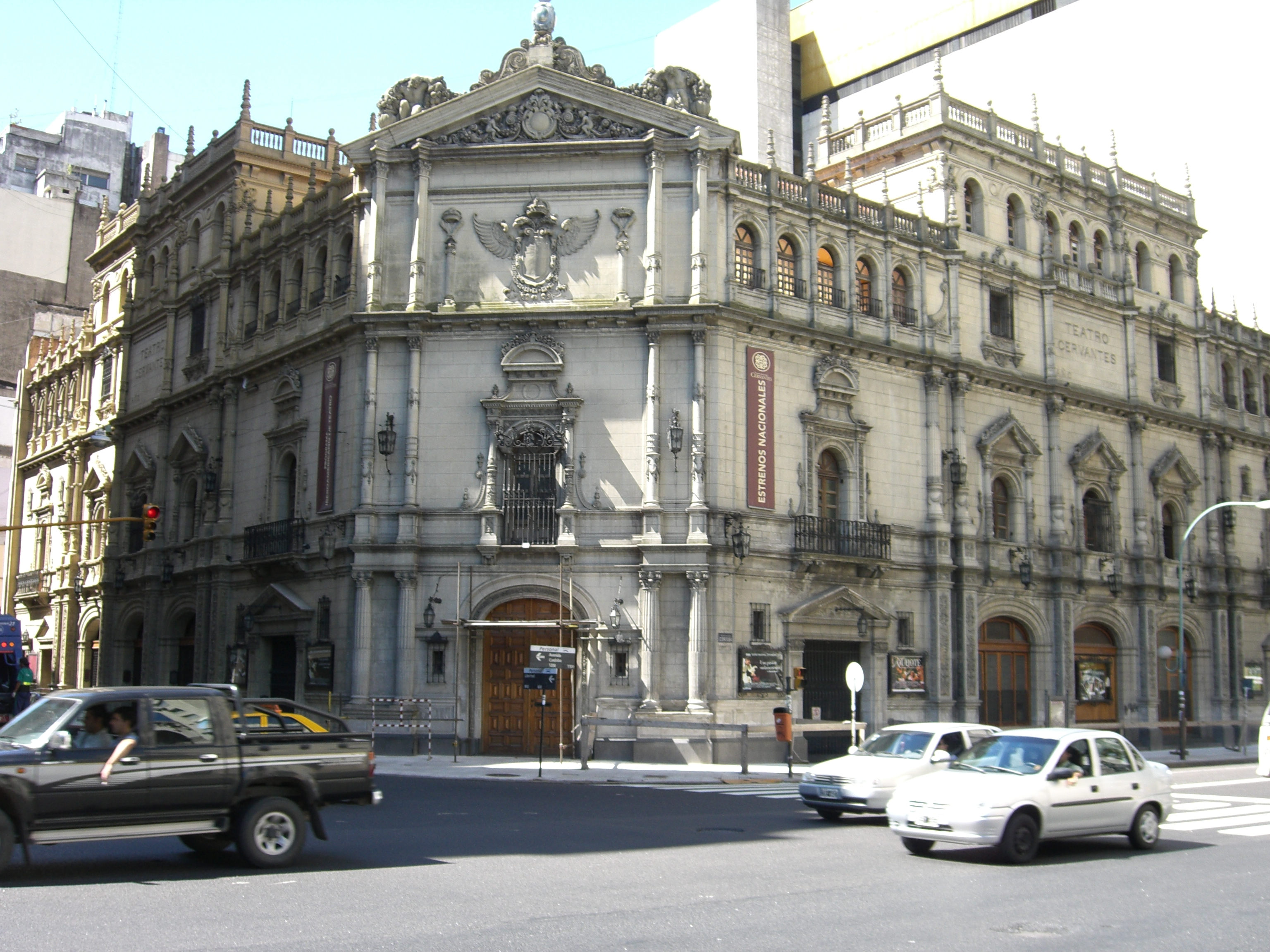
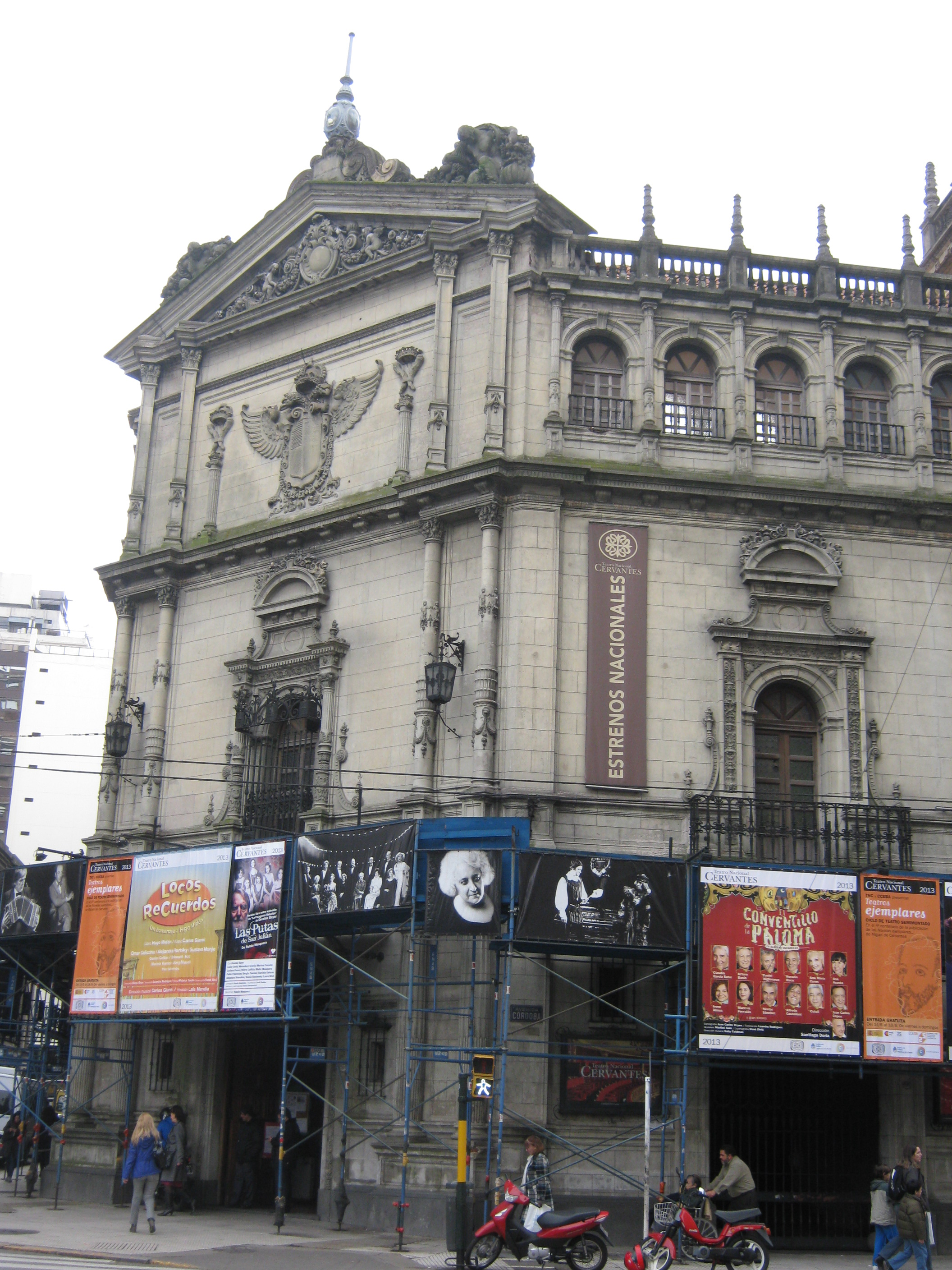
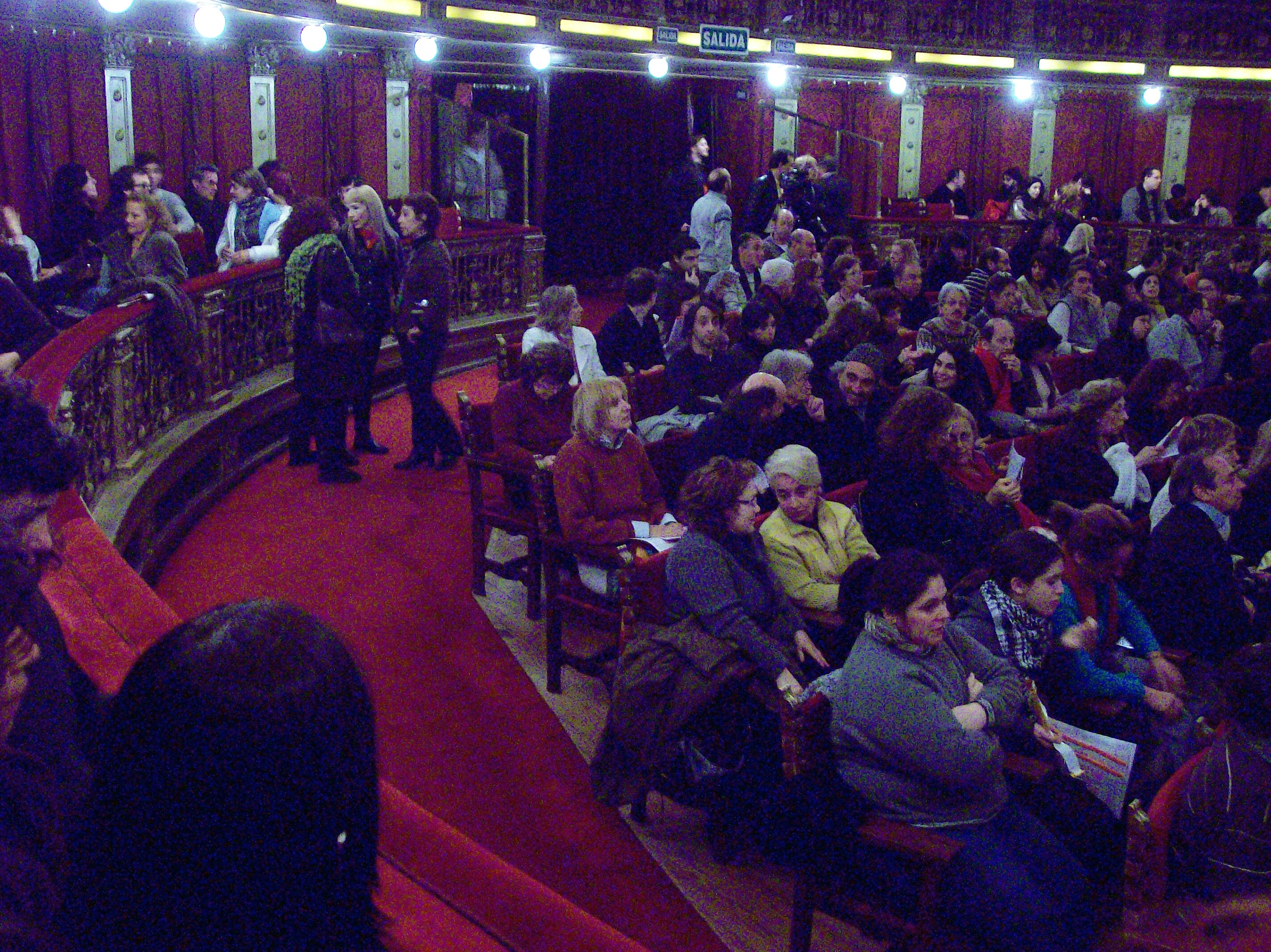